# Hubertuskirche (Dommeldingen)

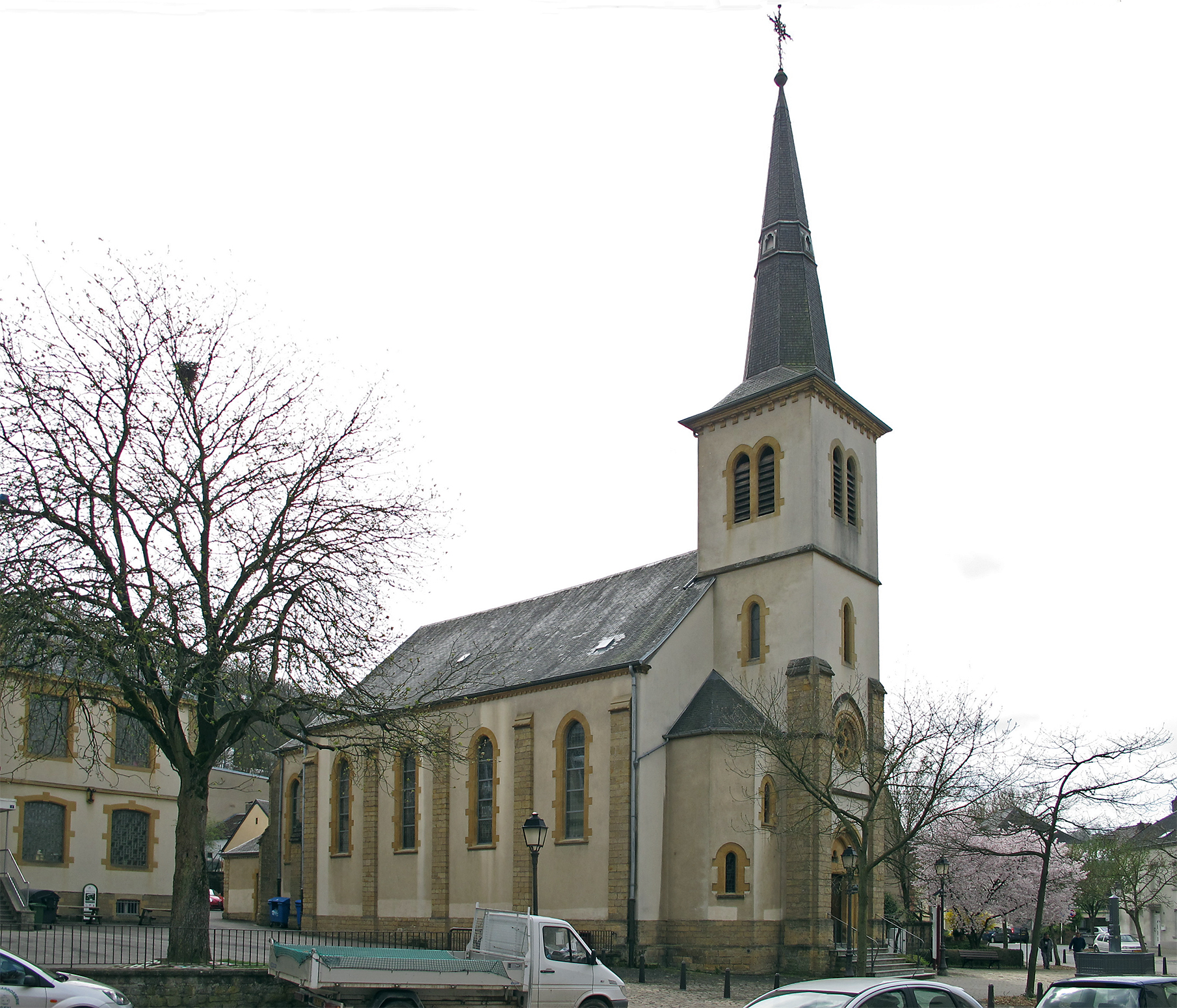
Église Saint-Hubert in Dommeldange (Luxemburg-Stadt)

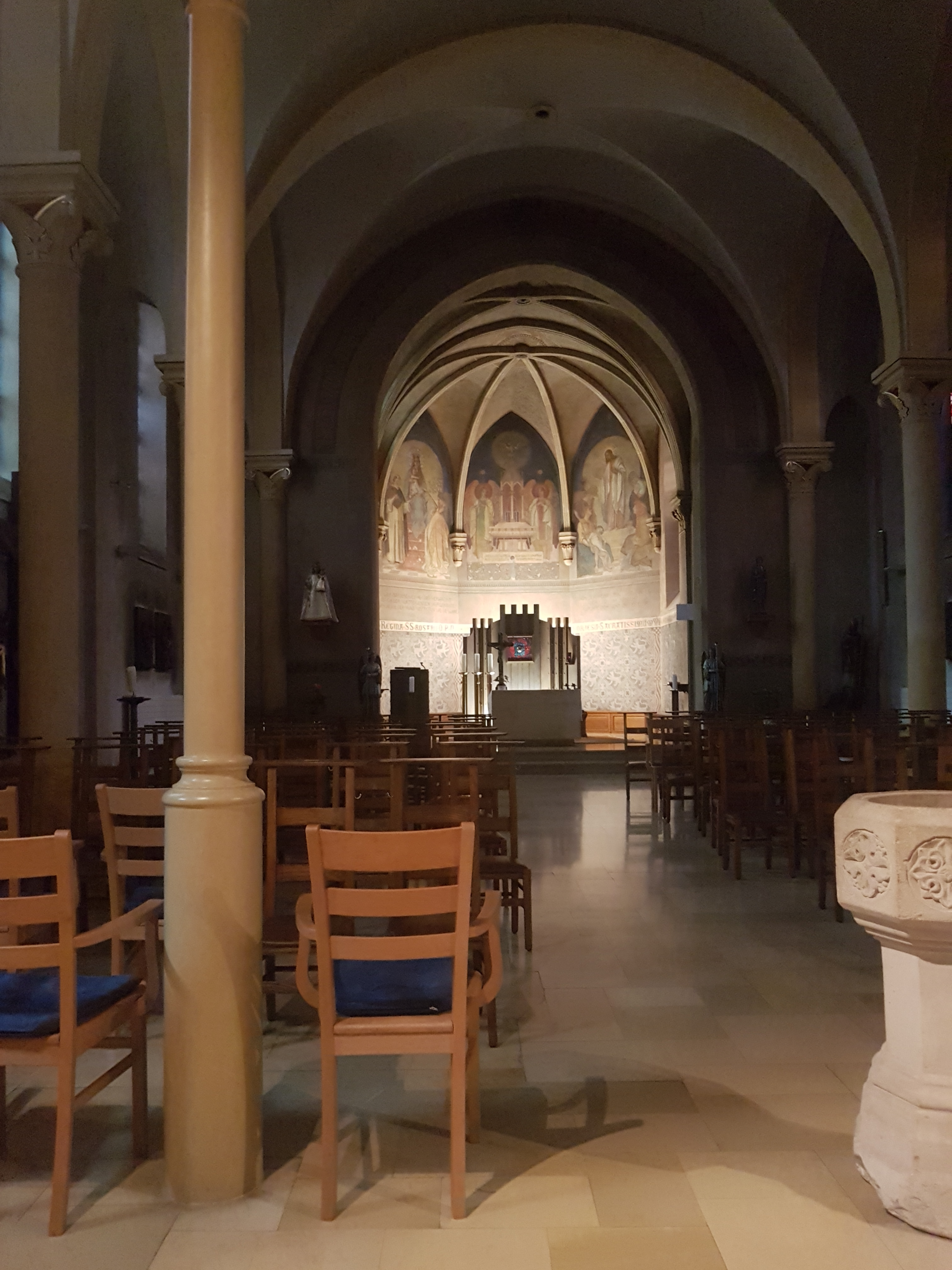
Kirchenschiff und Chor

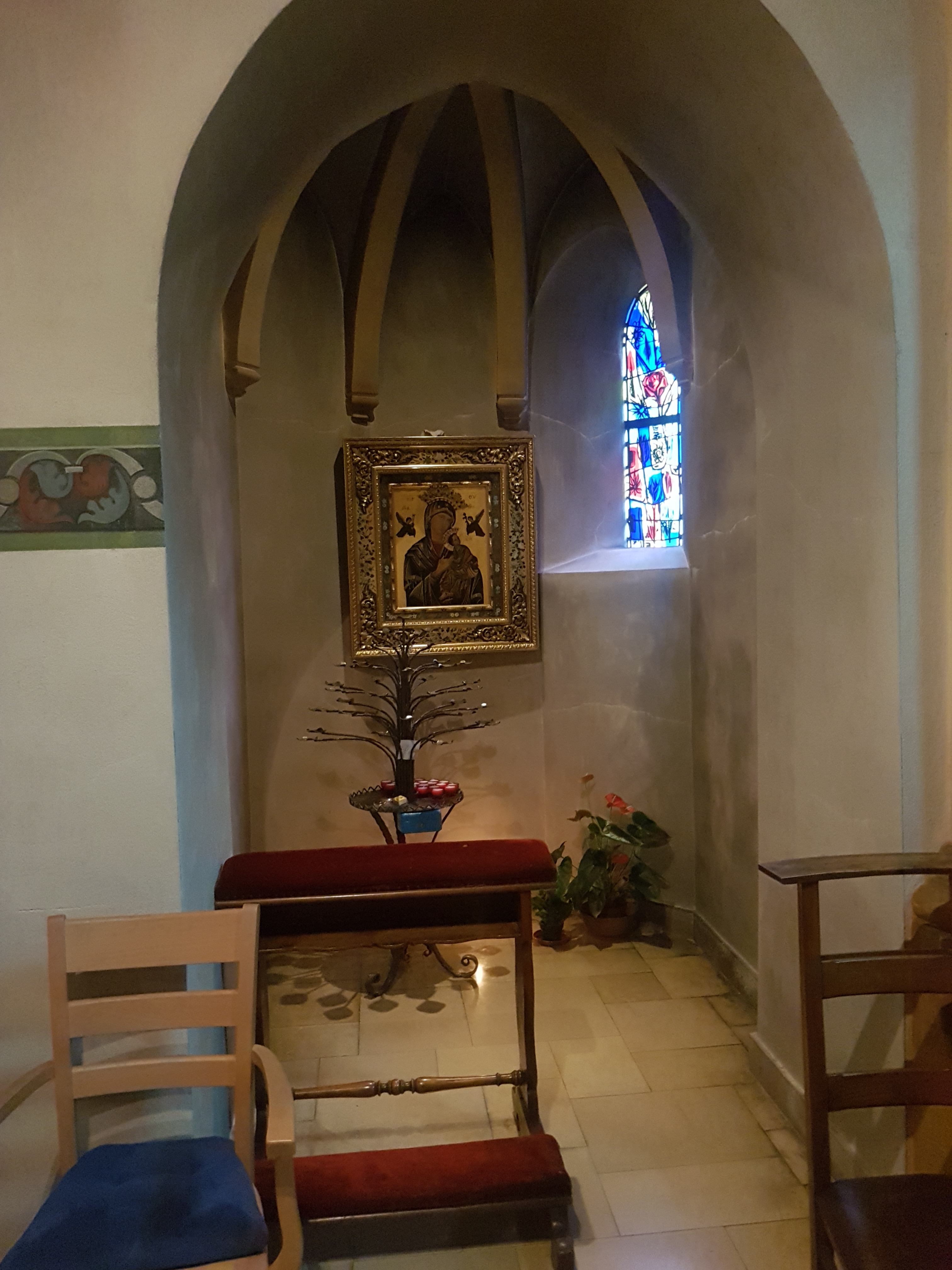
Seitenkapelle

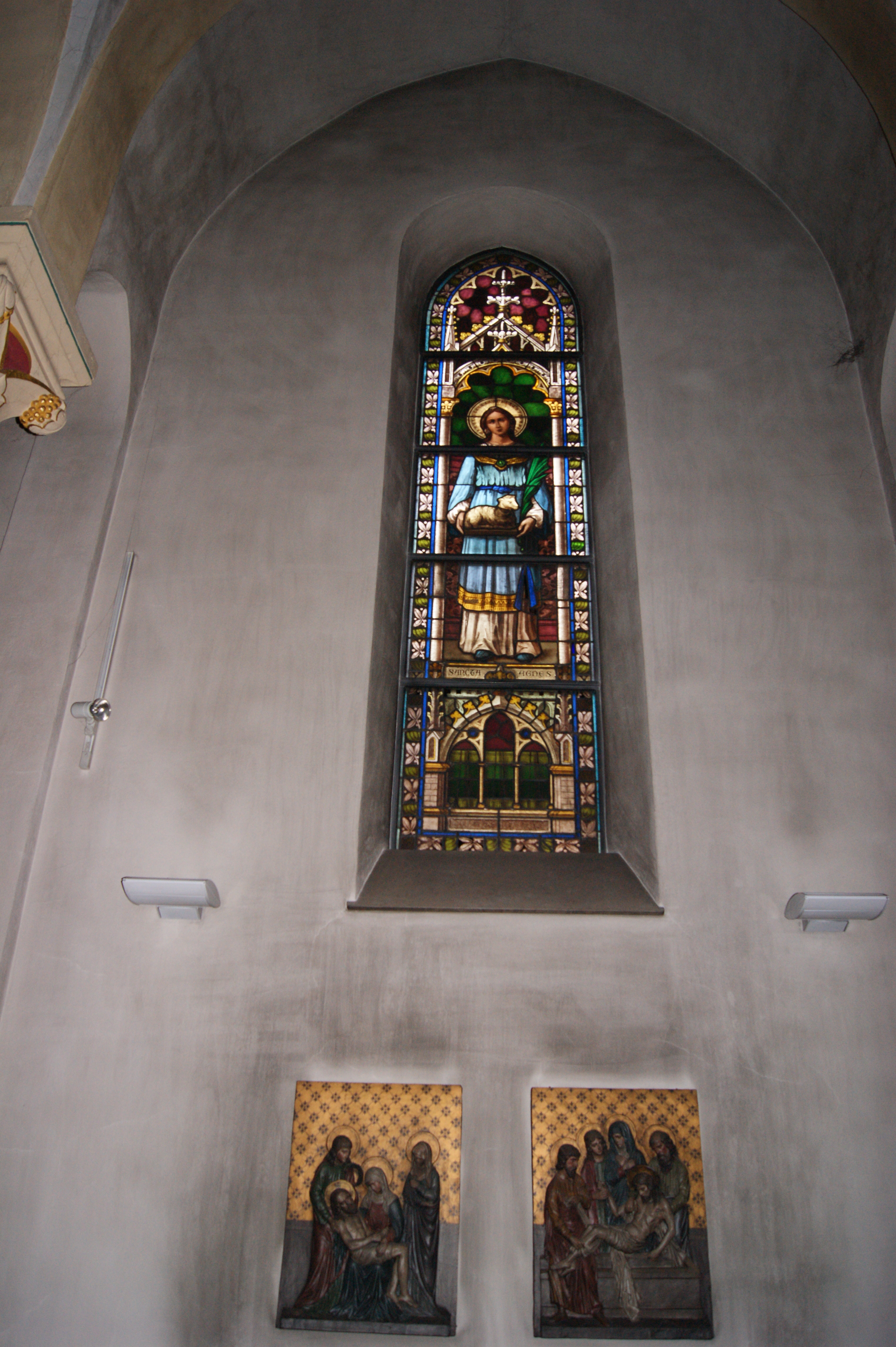
Kreuzwegstation und Glasfenster mit der Darstellung der hl. Agnes

Die römisch-katholische Kirche hl. Hubertus (lux.: St. Hubert Kierch oder auch St. Haubert Kierch, franz.: Église Saint-Hubert, auch: lux.: Haupeschkierch vun Dummeldeng, dt.: Hauptkirche zu Dommeldingen) in Dommeldingen in Luxemburg-Stadt gehört zum Dekanat Luxemburg (lux.: Dekanat Lëtzebuerg) und damit zum Erzbistum Luxemburg (lux.: Äerzbistum Lëtzebuerg), welches das gesamte Großherzogtum Luxemburg umfasst.
Der Patron der Kirche ist der heilige Hubertus von Lüttich (lux.: Hubert vu Léck bzw. Haupert vu Léck, franz.: Hubert de Liège), dessen Fest am 3. November gefeiert wird.

## Geschichte
Die heutige Kirche stammt aus dem Jahr 1891 und ersetzte eine 1777 erbaute Kapelle. 1949 wurde die Kirche restauriert. 1951 wurde sie von Hans Lechner mit einer Kreuzigungsszene ausgestattet.
Von 1970 bis 1972 wurde die Kirche an die liturgischen Vorgaben des Zweiten Vatikanischen Konzils angepasst. 1984 und 1985 wurde sie innen renoviert und am 14. Juli 1985 durch den Erzbischof Jean Hengen erneut geweiht.
Anlässlich des 100-jährigen Bestehens der Kirche beschloss der Kirchenrat am 16. Mai 1990 den Kauf einer dritten Glocke. Diese wurde am 21. Dezember 1991 von Erzbischof Fernand Franck geweiht. Die Glocken läuten in den Schlagtönen c–a–g.

## Orgel
Die Orgel der Kapelle von Dommeldingen wurde 1979 von Orgelbaumeister Herbert Schmidt, der in Luxemburg lebte, gebaut. Das Register Weidenpfeife wurde auf Anraten von Abbé Jean-Pierre Schmit, des damaligen Diözesanexperten für Orgeln und Glocken, in die Disposition eingefügt. Das Register Pommer 8′ im Pedal wurde erst nachträglich hinzugefügt. Das Instrument ist weitgehend unverändert erhalten und wurde 2004 von der Firma Schumacher aus Baelen gewartet. Ihre Disposition lautet:
| I Hauptwerk C–g3 |           |       |
| 1.               | Rohrflöte | 8′    |
| 2.               | Octave    | 4′    |
| 3.               | Waldflöte | 2′    |
| 4.               | Mixtur IV | 1 ⁄3′ |
| 5.               | Trompete  | 8′    |

| II Schwellwerk C–g3 |                |               |
| 6.                  | Holzgedackt    | 8′            |
| 7.                  | Weidenpfeife   | 8′            |
| 8.                  | Nachthorn      | 4′            |
| 9.                  | Principal      | 2′            |
| 10.                 | Sesquialter II | 2 ⁄3′+1 3⁄5′  |
| 11.                 | Krummhorn      | 8′            |
|                     | Tremulant      | (regulierbar) |

| Pedal C–f1 |            |     |
| 12.        | Subbass    | 16′ |
| 13.        | Pommer     | 8′  |
| 14.        | Choralbass | 4′  |

- Koppeln: II/I, I/P, II/P
- Spielhilfe: Jalousieschweller 2. Manual
- Mechanische Spiel- und Registertraktur, Schleifladen